# Ricadi
Ricadi – miejscowość i gmina we Włoszech, w regionie Kalabria, w prowincji Vibo Valentia.
Według danych na rok 2004 gminę zamieszkiwało 4471 osób, 203,2 os./km².